# Chariesthes interrogationis
Chariesthes interrogationis là một loài bọ cánh cứng trong họ Cerambycidae.